# Magda el-Sabahi
Magda el-Sabbahi, comúnmente conocida como Magda (en árabe: ماجدة‎; 6 de mayo de 1931 – 16 de enero de 2020), fue una actriz de cine y productora egipcia notable por sus papeles en  cine egipcio de 1949 a 1994. Con una carrera que abarca casi cinco décadas, Magda fue prolífica en la edad de oro del cine egipcio como actriz y productora. Ha aparecido en 69 películas que han sido reconocidas tanto a nivel local como internacional.
Nacida en Tanta, Gharbia de una familia adinerada de Shebin El-Kom, Menufia, Magda pasó parte de su infancia en Shebin El-Kom. Asistió a un internado. Luego se trasladó a El Cairo y comenzó a actuar en 1949. Durante los años cincuenta, Magda se estableció como protagonista y una de las principales estrellas de la época con películas como Injustice Is Forbidden (1954), Miss Hanafi (1954), Allah maana (1955), Ayna Omri (1957) y Gamila l'Algérienne (1958). Continuó su carrera cinematográfica durante tres décadas más, protagonizando películas de éxito como; Qays wa Laila (1960), El Morahekat (1961), Agazet Noss el Sana (1962), The Naked Truth (1963), Bayya'et el Garayed (1964), The Yemeni Revolution (1966), The Man Who Lost His Shadow (1968), El Naddaha (1975), y EL Omr Lahzah (1978). Continuó actuando irregularmente hasta 1994, murió en 2020 en El Cairo, a la edad de 88 años.

## Primeros años
Afaf Ali Kamel Sabbahi nació el 6 de mayo de 1931 en Tanta, gobernación de Gharbia. Pertenecía a la rica familia El-Sabbahi de la ciudad de Shibin El-Kom, en la gobernación de Menufia. Su madre, Nahed, trató de deshacerse del feto, un invitado no deseado para sus tres hermanos; Aida, Tawfiq y Mustafa, pero afortunadamente, su nacimiento fue poco común. Cayó sobre Sham El-Nessim, y la familia lo consideró un buen augurio, especialmente porque su padre, Mustafa, había sido ascendido a una posición más alta en el Ministerio de Transporte. Llamaron al bebé Afaf.
La familia El-Sabbahi poseía 12.000 acres y lujosos palacios. El abuelo paterno de Magda, Abdel Rahman Pasha El-Sabbahi, fue miembro del Consejo de la Shura durante el reinado de Ismail Pachá. En una entrevista con el periódico Al-Ahali en 1985, Magda dijo: "Mi bisabuelo se casó cuatro veces y tenía 30 concubinas turcas y etíopes." Era costumbre que un pasajero se bajara al pasar por el Palacio de Sabahi, como muestra de respeto y cortesía por la posición de la familia. La familia feudal apoyaba a Ahmed Urabi en su revolución, pero los británicos los perseguían. Tras la revolución de 1919, perdieron parte de sus propiedades y herencias, según cuenta Magda El-Sabahi en "Magda’s Memoirs" de Sayed El-Harrani en 2016.
En su primer año, Magda se vio involucrada en un accidente de ahogamiento. Sobrevivió, pero los efectos permanecieron con ella hasta su último día: el miedo al mar. Pasaba el verano con su familia en las playas de Ras El-Barr o Alejandría, aferrándose a la orilla. Ella dijo: "Tan pronto como vi el mar, mi alma se hundió, y eso permaneció conmigo durante toda mi vida." Magda vivía confinada a los pensamientos de su familia, a pesar de la separación de sus padres. Ella produjo, actuó y ejecutó proyectos cinematográficos, se opuso a la nacionalización del cine, e incluyó en sus obras a hombres destacados.

## Carrera
Comenzó su carrera profesional a los 15 años utilizando un seudónimo, ya que empezó a actuar sin el conocimiento de su familia. Al comienzo de su carrera, Magda se distinguió por sus interpretaciones de papeles románticos y niñas mimadas, pero era muy inteligente, ya que cuando consiguió presentar estos tipos de papeles, fue a otra área para presentar papeles políticos, donde alcanzó la prominencia en este género. Su primer papel importante fue en la película de 1949 The Intelligent (El Naseh). En 1956, Magda fundó su propia compañía de producción cinematográfica.

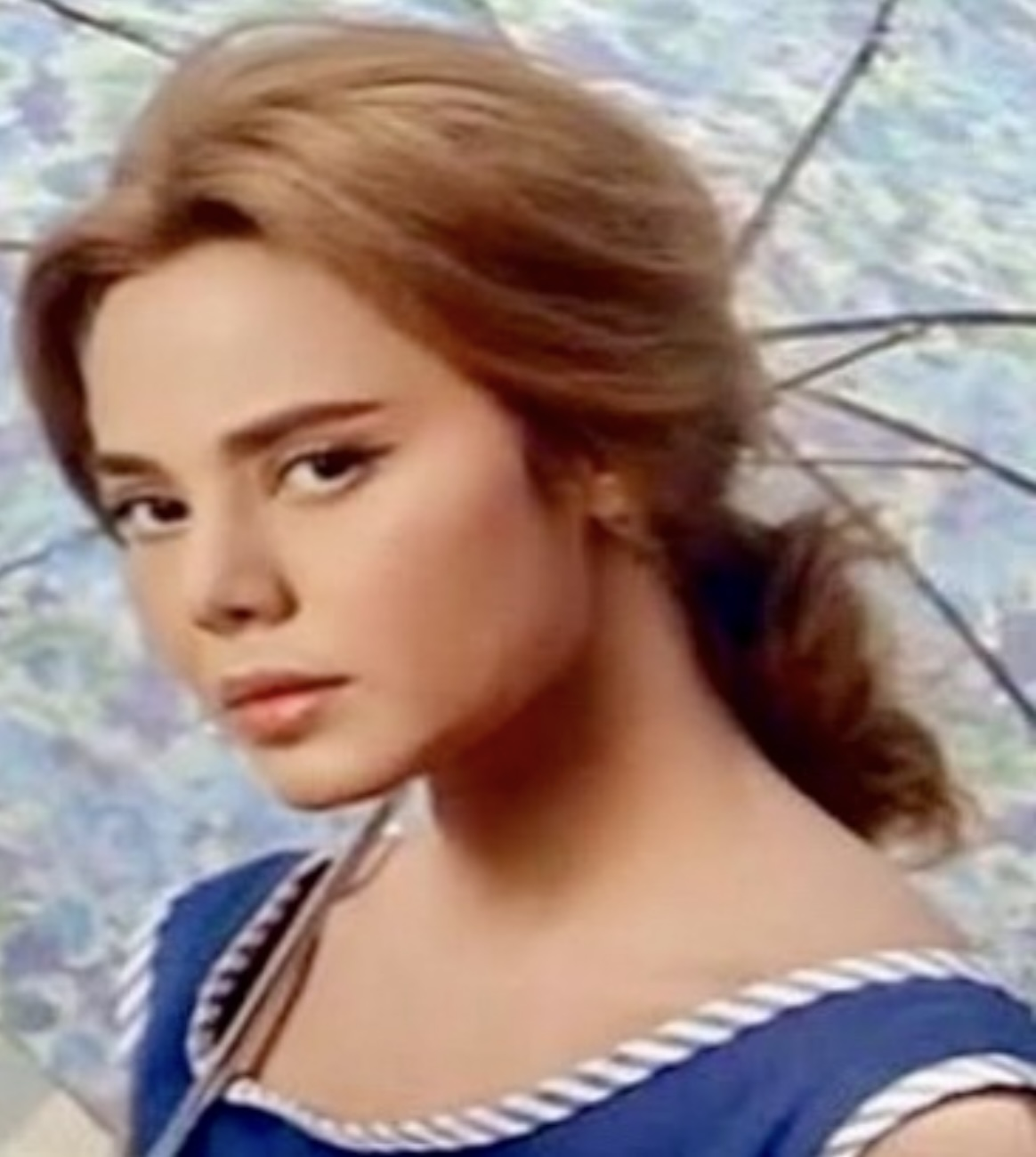
Magda en The Naked Truth (1963)

Magda en la portada de la revista Al-Chabaka, noviembre de 1965

En 1958, interpretó el papel principal en la película de Youssef Chahine, Jamila al Jaza'iriya (Jamila, el argelino) junto a Salah Zulfikar y Ahmed Mazhar, basada en la historia de Djamila Bouhired. En la película de 1961 El Morahekat, Magda interpretó al personaje de Nada, la adolescente que creció en una familia conservadora tratando de encontrar amor y libertad. En la película de 1963 The Naked Truth (El Haqeeqa El Areya), interpretó al personaje de Amal, un guía turístico que se niega a casarse. Cuando conoce a Ahmed, un ingeniero que la salva de un accidente, él la involucra en una conversación sobre sus creencias. La película muestra el notable renacimiento de Egipto en ese momento. En 1968, protagonizó una película de Kamal El Sheikh, The Man Who Lost His Shadow (El Ragol El-lazi fakad Zilloh) junto a Salah Zulfikar y Kamal El-Shennawi, basada en la novela del mismo nombre de Fathy Ghanem. También protagonizó The Mirage (El Saraab) (1970), donde interpretó al personaje de Rabab, quien se entera de que su marido Kamel es sexualmente impotente. Cuando consultan a un médico, el doctor se entera de que Kamel creció como un niño introvertido que estaba fuertemente unido a su madre, lo que le hizo desarrollar algún tipo de complejo de Edipo.

Magda en 1973

En 1975, protagonizó frente a Shoukry Sarhan en The Caller (El Naddaha), interpretando al personaje de un campesino ignorante que viene a El Cairo para enfrentarse a la vida de la ciudad y sacar sus ambiciones y talentos ocultos. En la película de 1978 Life is a Moment (EL Omr Lahzah), produjo y protagonizó la dramática película de guerra sobre la guerra de 1973 y su impacto en la sociedad egipcia.
En 1995, Magda fue elegida presidenta de la Egyptian Women in Film Association. Fue una de las mayores estrellas del cine egipcio, interpretando el papel principal en sesenta películas. Para su carrera cinematográfica tomó el nombre artístico de Magda.

## Vida personal y muerte
En 1963, se casó con el agente de inteligencia y actor egipcio Ihab Nafe, con quien tuvo su única hija, Ghada, en 1965. Magda murió en su casa de Duqqī, El Cairo, el 16 de enero de 2020, a la edad de 88 años.

## Honores
| País              | Honor                      |
| ----------------- | -------------------------- |
| Bandera de Egipto | Order of Sciences and Arts |

## Filmografía seleccionada
- 1949: El Naseh
- 1952: Mostafa Kamel
- 1952:  Immortal Song
- 1952: A Night of Love
- 1953: Dahab
- 1954: Injustice Is Forbidden [11]
- 1954: Miss Hanafi
- 1955: Allah maana
- 1957: Ayna Omri
- 1958: Gamila l'Algérienne
- 1960: Qays wa Laila
- 1961: El Morahekat
- 1962: Agazet Noss el Sana
- 1963: The Naked Truth
- 1964: Bayya'et el Garayed
- 1966: The Yemeni Revolution
- 1968: The Man Who Lost His Shadow
- 1968: Hawaa ala Al Tareeq
- 1970: El Saraab
- 1975: El Naddaha
- 1978: EL Omr Lahzah